# Wikariat apostolski Darny
Wikariat apostolski Darny (łac.: Apostolicus Vicariatus Dernensis, ang. Vicariate Apostolic of Derna) – rzymskokatolicki wikariat apostolski w Libii.
Siedziba wikariusza apostolskiego znajduje się w katedrze w Darnie. Podlega bezpośrednio Rzymowi.
Swoim zasięgiem obejmuje większą część terytorium Libii.

## Historia
- 22 czerwca 1939 – utworzenie wikariatu apostolskiego Darny

## Wikariusze apostolscy
- wikariusz apostolski – vacat

## Główne świątynie
- Katedra w Darnie